# Ван-1 (кантон)
Ван-1 (фр. Vannes-1) — кантон во Франции, находится в регионе Бретань, департамент Морбиан. Входит в состав округа Ван.

## История и состав кантона
Кантон образован в результате реформы 2015 года. В его состав вошли центральные кварталы города Ван.

## Политика
С 2021 года кантон в Совете департамента Морбиан представляют вице-мэры города Ван Мохамед Азгаг (Mohamed Azgag) (Демократическое движение) и Кристин Пенуэ (Christine Penhouet) (Разные правые).
|                | Кандидаты                    | Партия               | Первый тур | Первый тур     | Второй тур | Второй тур |
| Кол-во голосов | Кандидаты                    | Партия               | % голосов  | Кол-во голосов | % голосов  |            |
| -------------- | ---------------------------- | -------------------- | ---------- | -------------- | ---------- | ---------- |
|                | Мохамед Азгаг Кристин Пенуэ  | Разные правые        | 2 498      | 33,26          | 4 402      | 57,40      |
|                | Сандрин Бертье Максим Блондо | Левый блок — Зелёные | 2 351      | 31,30          | 3 267      | 42,60      |
|                | Изабель Летьембр Гийом Офре  | Разные центристы     | 1 429      | 19,03          |            |            |
|                | Каролина Аликс Габриэль Сове | Правый блок          | 1 233      | 16,42          |            |            |

|                | Кандидаты                           | Партия             | Первый тур | Первый тур     | Второй тур | Второй тур |
| Кол-во голосов | Кандидаты                           | Партия             | % голосов  | Кол-во голосов | % голосов  |            |
| -------------- | ----------------------------------- | ------------------ | ---------- | -------------- | ---------- | ---------- |
|                | Франсуа Гулар Кристин Пенуэ         | Правый блок        | 5 561      | 49,66          | 6 306      | 63,42      |
|                | Марк ле Галь Сесиль Франше          | Левый блок         | 2 912      | 26,00          | 3 637      | 36,58      |
|                | Рене-Мари Буен Магали Гамбер-Гиомар | Национальный фронт | 1 690      | 15,09          |            |            |
|                | Лоик Лафферьер Жаки Тровель         | Левый фронт        | 401        | 3,58           |            |            |
|                | Джессика Дане-Делорм Тьерри Норман  | Разные левые       | 400        | 3,57           |            |            |
|                | Бертран Делеон Лара Рош             | Прочие             | 234        | 2,09           |            |            |